# 高橋みのる
高橋 みのる（たかはし みのる、1959年（昭和34年） - ）は、日本の現代玩具作家。
八戸聖ウルスラ学院中学校　技術科　非常勤講師（2010年～現在）。
八戸工業大学　教職課程　木材加工　非常勤講師（2013年～2021年）。

## 経歴
青森県八戸市に生まれ、現在も八戸を拠点とする。現代玩具作家であり、「木」「メカニズム」「遊び心」をもとに「メカ木ズム」と自身でネーミングした概念を用いて、新時代の玩具の製作を進めている。はっち4階でもからくり作品で遊ぶことができる。八戸市にあるポータルミュージアムはっちの「からくり獅子舞（2011年）」の製作をきっかけとして、コンピューター制御による新たな表現に取り組む。
1982年木工を始める。
1986年「工芸都市高岡’86クラフトコンペ」入選。
1987年「第三回朝日創作おもちゃコンクール」朝日新聞社賞。
1988年「第五回ハンズ大賞」稲本正賞。
1988年「第四回朝日創作おもちゃコンクール」審査員特別賞。
1989年「第五回朝日創作おもちゃコンクール」朝日新聞社賞。
1991年「第六回朝日創作おもちゃコンクール」審査員特別賞。
1991年「第一回八戸市美術報奨」受賞。
1999年「第三回飛騨高山木工からくりコンテスト」飛騨高山観光協会賞　受賞。
2000年　テレビ東京の番組TVチャンピオン「木のおもちゃ職人選手権」で優勝。
2002年　様々な分野からのアーティスト30人に選ばれ、「THE　ドラえもん展」に招待参加。サントリーミュージアム[天保山]を皮切りに国内13美術館を巡回。
2006年　カナダ・トロワリヴィエール市　個展。現地の子供たちと展示会場に飾るための作品制作ワークショップを行う。
カナダ個展図録「Voyage au pays de karakuri : Minoru Takahashi」は国立国会図書館に収蔵された。国立国会図書館の大柴忠彦氏が日本語校正を行った。
2010年　八戸市美術館にて個展。
2011年　八戸ポータルミュージアムはっち　「からくり獅子舞」（幅4m　高さ4m）制作。
2012年　八戸工業高等専門学校の依頼により、シンガポール　テマセク・ポリテクニックに赴き、日本とシンガポールの学生による「からくり制作のワークショップ」を行う。
2015年1月　ソウル日本大使館・公報文化院の「日韓文化交流展」に招待参加。作品展示とワークショップを行う。
2016年6月　ディズニー映画イベントの「アリスと時間のアート展」（汐留・日本テレビ）に招待参加。
2016年　静岡大学・教育学部にて「オートマタ製作集中講義」を行う。
2017年　川崎市市民ミュージアム「からくりトリックの世界」展を開催。
2018年　あすたむらんど徳島にて「ぐるぐるミュージアム展」を開催。
2018年　つくばエキスポセンターにて「～アッ！とおどろく歯車パワー～　からくり動物」展を開催。
2019年　愛媛県総合科学博物館にて「からくりランドの大冒険」展を開催。
2020年　刈谷市・夢と学びの科学体験館にて「ぐるぐるミュージアム展」を開催。
2020年　八戸ポータルミュージアムはっちにて「あそらぼ2020展」を開催。
2021年　鳥取県日南町美術館にて「木のからくりおもちゃ展」開催。
2022年　山口県・防府市青少年科学館ソラールにて「ぐるぐるミュージアム展」開催。
2022年　第51回「デーリー東北賞」受賞。
2023年　福島市こむこむ館にて「からくりおもちゃ展」開催。
2024年　あおもり縄文ステーション「じょもじょも」、からくり時計「縄文」制作。
2024年　フジテレビ・めざましテレビのコーナー「キラビト」に出演。NHK青森放送局の生放送番組「あおもりもりもり」に出演。

## 主な作品
- 「消えるタイムマシン」（川崎市 藤子・F・不二雄ミュージアム　2002年）
- 「飛べ! ACT-G号」（青森県立三沢航空科学館エントランスホール展示 2003年）
- 「森政弘カップ」（2005年）
- 「いちいの森」（三沢市いちい幼稚園　2008年）
- 「からくり獅子舞仕掛時計」（からくり時計。はっち1階展示 2011年）
- 「文字からくり」（八戸市立柏崎小学校 2011年）
- 「ウミネコからくり」（からくり時計。三陸復興国立公園　種差海岸インフォメーションセンター 2014年）
- 「ひまわり音楽会」（八戸市千葉幼稚園　創立60周年記念事業 2014年）
- 「大空へ！森の動物たちと共に」（横須賀市救急医療センター 2014年）
- 「からくり時計・八戸」（からくり時計。はっち２階展示　2015年）
- 「あかね幼稚園のからくり時計」（からくり時計。青森県三戸郡南部町　2018年）
- 「からくりすべり台」（八戸市みどり幼稚園 2018年）
- 「馬と桜」（からくり時計　十和田市役所　新庁舎エントランス　2019年）
- 「藤棚に遊ぶ動物たち」（八戸市・むつみ保育園　70周年記念　2020年）
- 「杜氏からくり」（イオンモール鹿児島　2020年）
- 「マチニワエイト」（八戸まちなか広場マチニワ　2020年）
- 「人形浄瑠璃からくり」、「山の仕事」（徳島木のおもちゃ美術館　2021年）
- 「たま電車ミュージアム号　たま・からくり」（和歌山電鐵　2021年）
- 「あおもり縄文ステーション　じょもじょも」からくり時計（2024年）